# Магомедов Шаміль Набібуллагович
Шаміль Набібуллагович Магомедов (рос. Шамиль Набибуллагович Магомедов; 19 листопада 1991, Тарумовка, Росія — 9 вересня 2022, Борщова, Україна) — російський офіцер, старший лейтенант ЗС РФ. Герой Російської Федерації.

## Біографія
Закінчив Московське вище загальновійськове командне училище. Учасник вторгнення в Україну, командир мотострілецького взводу. Загинув у бою. Похований в рідному селі.

## Нагороди
- Медаль «За відвагу»
- Звання «Герой Російської Федерації» (посмертно)[1][2][3][4]